# Susanne Wohlmacher
Susanne Wohlmacher verh. Groneberg (* 26. August 1962 in Wuppertal) ist eine ehemalige deutsche Behindertensportlerin im Bereich des nordischen Skisports. Sie war bei den Winter-Paralympics 1998 in Nagano erfolgreich.

## Werdegang
Susanne Wohlmacher, die durch einen ererbten genetischen Defekt sehbehindert ist, verließ im Alter von 14 Jahren ihre Heimatstadt und ging nach Düren, wo sie fünf Jahre lang die Louis-Braille-Schule besuchte. Anschließend blieb sie in Düren, um am dortigen Berufsförderungswerk eine Ausbildung zur Telefonistin zu absolvieren. Diesen Beruf übte sie bis 2024 aus; zuletzt war sie über 15 Jahre beim Amtsgericht Köln beschäftigt.

## Karriere im Biathlon
Zum Sport kam sie durch Udo Hirsch, der bereits 1992 bei den Olympischen Spielen 1992 in Albertville im Para-Biathlon erfolgreich war. Er erkannte rasch Susannes Talent und bewog die junge Athletin, die als Angestellte der Stadt Köln Mitglied der dortigen Betriebssportgemeinschaft BSG war, am Olympiastützpunkt zu trainieren.
Der Erfolg ließ nicht lange auf sich warten: Im vorolympischen Jahr 1997 gewann  Susanne Wohlmacher zusammen mit Susanne Ischinger und Verena Bentele Staffelgold und fügte einen Tag später noch eine Bronzemedaille über 15 km hinzu. Wohlmacher startete in der Klasse B2.
Zwei weitere Podest-Platzierungen gelangen ihr bei den Winter-Paralympics 1998 in Nagano. Nachdem sie über 5 km lediglich auf Platz 12 gekommen war, konnte sie über 7,5 km sowie mit der Staffel, die in derselben Besetzung wie 1997 in Tobolsk antrat, jeweils Bronze gewinnen.
Im Jahr 1999 heiratete sie den Ingenieur Siegfried Groneberg und beschränkte sich in der Folgezeit auf Sommerbiathlon. Für den Allgemeinen Biathlon Club  Köln startend, versuchte sie sich auch auf der Laufstrecke und nahm im Jahr 2001 am Köln-Marathon teil.
Angeregt durch eine ehemalige Konkurrentin, entschloss Susanne Groneberg sich zu einem Comeback im Winter-Biathlon und war prompt erneut erfolgreich: Beim 52. Ridderrennet im Jahr 2015 kam sie in der AK 50-59 hinter der Dänin Annette Bredmose auf Platz 2.

## Karriere im Tennis
Zum Wendepunkt in der sportlichen Karriere von Susanne Groneberg wurde das Jahr 2016, als der TC Grün-Weiß Neuss das Blindentennis als neue Disziplin vorstellte. „Anfangs braucht man Geduld und es dauert schon eine Weile, bis man den Ball vernünftig trifft. Aber dann macht es einfach richtig Spaß. Es ist fantastisch, dass man auch mit starker Sehbehinderung Tennis spielen kann“, erklärte Groneberg, die auf Anhieb Platz 1 errang. Dieser Erfolg bildete den Auftakt zu Gronebergs zweiter Karriere, die bis heute andauert.
Susanne Groneberg lebte lange Jahre in Köln, wohnt aber inzwischen wieder in ihrer Heimatstadt Wuppertal. Sie startet für den Wuppertaler Tennis-Club Dönberg (WTCD).